# Alexander B. Gutman
Alexander Benjamin Gutman (* 7. Juni 1902 in New York City; † 4. Mai 1973) war ein US-amerikanischer Mediziner. 

## Leben
Gutman studierte in New York sowie 1925/26 in Halle und wurde 1928 an der Universität Wien promoviert. Er war Professor für Medizin an der Columbia University und Direktor des Columbia Research Service am Goldwater Medical Hospital, bevor er 1952 Chefarzt (Chairman des Department of Medicine) am Mount Sinai Hospital in New York City wurde. Anfang der 1950er Jahre gründete er dort eine der ersten Gicht-Kliniken in den USA. Anfangs untersuchte er unter anderem Thyroxin in der Schilddrüse, Überfunktion der Schilddrüse, Nebenschilddrüsen, Knochenerkrankungen und Stoffwechselprodukte bei verschiedenen Krebserkrankungen.
1947 wurde er für seine Arbeiten zur prostataspezifischen sauren Phosphatase mit dem Amory Prize der American Academy of Arts and Sciences ausgezeichnet. 1961 erhielt er den Canada Gairdner International Award für seine Beiträge zur Rheumatologie und Biochemie, insbesondere zu metabolischen Defekten bei Gicht und der Demonstration der therapeutischen Wirken von Medikamenten, die die Ausscheidung von Harnsäure verstärken (Probenecid als Urikosurikum). Seine Forschungen, die einen Zusammenhang von Gicht und erhöhtem Harnsäurespiegel etablierten, führte er teilweise mit Tsai-Fan Yu durch. Mit ihr führte er auch eine fünfjährige klinische Studie über die therapeutische Wirkung von Kolchizin bei Gicht durch (veröffentlicht 1961 in den Annals of Internal Medicine). Auch die Therapeutika Probenecid und Allopurinol wurden von Gutman und Yu in klinischen Studien erprobt.
1946 gründete er das American Journal of Medicine.